# نشان حیدر
نشان حیدر (اردو: نشان حیدر، به اختصار "NH") بالاترین جایزهٔ افتخاری نظامی دولت پاکستان است. «نشان حیدر» مرکب از کلمه «حیدر» یعنی علی است که در داستان‌ها به عنوان «شیر خدا» نامیده می‌شود و مراد از «نشان حیدر» رهبر شجاع و جنگجو است.
نشان حیدر تنها می‌تواند به اعضای نظامی نیروهای مسلح پاکستان اعطا شود که بالاترین اعمال شورش فوق‌العاده را در مقابل دشمن در حملات هوایی، زمینی و دریایی داشته باشند.